# Quả bóng vàng FIFA 2012
Quả bóng vàng FIFA 2012 là năm thứ ba FIFA trao giải thưởng này cho những cầu thủ và huấn luyện viên xuất sắc nhất trong năm trên thế giới. Giải thưởng được trao trong đêm Gala ở Zurich 7 tháng 1 năm 2013. Người chiến thắng không ai khác lại là Lionel Messi (năm 2009 Messi nhận cả hai giải Quả bóng vàng châu Âu và Cầu thủ xuất sắc nhất năm của FIFA, khi hợp nhất 2 giải thưởng trên thì Messi cũng đã là người chiến thắng tại Quả bóng vàng FIFA 2011, 2012) 
Buổi lễ trao giải diễn ra dưới sự điều khiển của Ruud Gullit - một cầu thủ từng đoạt giải Quả bóng vàng và nhà báo Kay Murray của Real Madrid TV và Fox Soccer Channel.

## Kết quả

### Quả bóng vàng FIFA
Một danh sách rút gọn gồm 23 cầu thủ nam đã được biên soạn bởi các thành viên của Ủy ban bóng đá của FIFA và tạp chí France Football.. Nó đã được công bố vào ngày 29 tháng 10 năm 2012. Có ba ứng cử viên của mỗi liên đoàn bóng đá FIFA, một nhà báo và các huấn luyện viên, đội trưởng của đội bóng quốc gia là những người được bỏ phiếu để bầu ra những cầu thủ xuất sắc nhất. Mỗi một lá phiếu chọn một 3 người tương ứng với các vị trí thứ nhất (5 điểm), thứ hai (3 điểm) và lựa chọn thứ ba (1 điểm), với sự lựa chọn của họ được công bố bởi FIFA.
Ba cầu thủ xếp hạng cao nhất trong danh sách đề cử của Quả bóng vàng FIFA 2012:
| Hạng | Cầu thủ           | Quốc tịch   | Câu lạc bộ  | Phiếu bầu (%) |
| ---- | ----------------- | ----------- | ----------- | ------------- |
| 1st  | Lionel Messi      | Argentina   | Barcelona   | 41.60%        |
| 2nd  | Cristiano Ronaldo | Bồ Đào Nha  | Real Madrid | 23.68%        |
| 3rd  | Andrés Iniesta    | Tây Ban Nha | Barcelona   | 10.91%        |

Những cầu thủ sau cũng nằm trong danh sách rút gọn 23 cầu thủ cuối cùng của giải thưởng năm nay:
| Hạng | Cầu thủ            | Quốc tịch   | Câu lạc bộ                    | Phiếu bầu (%) |
| ---- | ------------------ | ----------- | ----------------------------- | ------------- |
| 4th  | Xavi Hernández     | Tây Ban Nha | Barcelona                     | 4.08%         |
| 5th  | Radamel Falcao     | Colombia    | Atlético Madrid               | 3.67%         |
| 6th  | Iker Casillas      | Tây Ban Nha | Real Madrid                   | 3.18%         |
| 7th  | Andrea Pirlo       | Ý           | Juventus                      | 2.66%         |
| 8th  | Didier Drogba      | Bờ Biển Ngà | Chelsea / Thân Hoa Thượng Hải | 2.60%         |
| 9th  | Robin van Persie   | Hà Lan      | Arsenal / Manchester United   | 1.45%         |
| 10th | Zlatan Ibrahimović | Thụy Điển   | Milan / Paris Saint-Germain   | 1.24%         |
| 11th | Xabi Alonso        | Tây Ban Nha | Real Madrid                   | 1.09%         |
| 12th | Yaya Touré         | Bờ Biển Ngà | Manchester City               | 0.76%         |
| 13th | Neymar             | Brasil      | Santos                        | 0.61%         |
| 14th | Mesut Özil         | Đức         | Real Madrid                   | 0.41%         |
| 15th | Wayne Rooney       | Anh         | Manchester United             | 0.39%         |
| 16th | Gianluigi Buffon   | Ý           | Juventus                      | 0.35%         |
| 17th | Sergio Agüero      | Argentina   | Manchester City               | 0.30%         |
| 18th | Sergio Ramos       | Tây Ban Nha | Real Madrid                   | 0.22%         |
| 19th | Manuel Neuer       | Đức         | Bayern Munich                 | 0.21%         |
| 20th | Sergio Busquets    | Tây Ban Nha | Barcelona                     | 0.20%         |
| 21st | Gerard Piqué       | Tây Ban Nha | Barcelona                     | 0.11%         |
| 22nd | Karim Benzema      | Pháp        | Real Madrid                   | 0.11%         |
| 23rd | Mario Balotelli    | Ý           | Manchester City               | 0.07%         |

### Cầu thủ nữ xuất sắc nhất năm của FIFA
Vào ngày 25 tháng 10 năm 2012, một danh sách gồm mười cầu thủ đã được công bố cho danh hiệu các cầu thủ bóng đá nữ FIFA của năm, được lựa chọn bởi các chuyên gia từ Ủy ban của FIFA, FIFA Women’s World Cup của FIFA và một nhóm các chuyên gia từ tạp chí France Football.
Hệ thống bầu được sử dụng giống như của giải thưởng dành cho nam (xem ở trên), với huấn luyện viên và đội trưởng của các đội tuyển bóng đá nữ của các quốc gia và cùng các nhà báo phóng viên đại diện cho các phương tiện truyền thông.
Ba ứng cử viên xếp hạng cao nhất cho giải thưởng Cầu thủ nữ xuất sắc nhất năm của FIFA:
| Hạng | Cầu thủ      | Quốc tịch | Câu lạc bộ             | Phiếu bầu (%) |
| ---- | ------------ | --------- | ---------------------- | ------------- |
| 1st  | Abby Wambach | Hoa Kỳ    | Western New York Flash | 20.67%        |
| 2nd  | Marta        | Brasil    | Tyresö FF              | 13.50%        |
| 3rd  | Alex Morgan  | Hoa Kỳ    | Seattle Sounders       | 10.87%        |

Mười cầu thủ nữ sau cũng nằm trong danh sách rút gọn cuối cùng của giải thưởng năm nay:
| Hạng | Cầu thủ            | Quốc tịch | Câu lạc bộ             | Phiếu bầu (%) |
| ---- | ------------------ | --------- | ---------------------- | ------------- |
| 4th  | Homare Sawa        | Nhật Bản  | INAC Kobe Leonessa     | 10.85%        |
| 5th  | Christine Sinclair | Canada    | Portland Thorns        | 10.33%        |
| 6th  | Carli Lloyd        | Hoa Kỳ    | Western New York Flash | 7.99%         |
| 7th  | Camille Abily      | Pháp      | Lyon Ladies            | 7.70%         |
| 8th  | Aya Miyama         | Nhật Bản  | Yunogo Belle           | 7.51%         |
| 9th  | Miho Fukumoto      | Nhật Bản  | Yunogo Belle           | 7.32%         |
| 10th | Megan Rapinoe      | Hoa Kỳ    | Seattle Sounders Women | 2.89%         |

### Huấn luyện viên xuất sắc nhất năm của FIFA (bóng đá nam)
Giải thưởng này được quyết định bởi các cử tri và hệ thống giống như giải thưởng dành cho cầu thủ bóng đá nam.
| Hạng | Coach              | Quốc tịch | Câu lạc bộ/ Đội tuyển                  | Phiếu bầu (%) |
| ---- | ------------------ | --------- | -------------------------------------- | ------------- |
| 1st  | Vicente del Bosque | ESP       | Đội tuyển bóng đá quốc gia Tây Ban Nha | 34.51%        |
| 2nd  | José Mourinho      | POR       | Real Madrid                            | 20.49%        |
| 3rd  | Josep Guardiola    | ESP       | Barcelona                              | 12.91%        |

| Hạng | Huấn luyện viên   | Quốc tịch | Câu lạc bộ/ Đội tuyển | Phiếu bầu (%) |
| ---- | ----------------- | --------- | --------------------- | ------------- |
| 4th  | Roberto Di Matteo | Italy     | Chelsea               | 12.02%        |
| 5th  | Alex Ferguson     | Scotland  | Manchester United     | 5.82%         |
| 6th  | Jürgen Klopp      | Đức       | Borussia Dortmund     | 4.78%         |
| 7th  | Cesare Prandelli  | Italy     | Italy                 | 3.34%         |
| 8th  | Roberto Mancini   | Italy     | Manchester City       | 3.10%         |
| 9th  | Joachim Löw       | Đức       | Đức                   | 1.15%         |
| 10th | Jupp Heynckes     | Đức       | Bayern Munich         | 1.00%         |

### Huấn luyện viên xuất sắc nhất năm của FIFA (bóng đá nữ)
Giải thưởng này được quyết định bởi các cử tri và hệ thống giống như giải thưởng cầu thủ nữ.
| Hạng | Huấn luyện viên | Quốc tịch | Câu lạc bộ/ Đội tuyển | Phiếu bầu (%) |
| ---- | --------------- | --------- | --------------------- | ------------- |
| 1st  | Pia Sundhage    | Thụy Điển | Hoa Kỳ                | 28.59%        |
| 2nd  | Norio Sasaki    | Nhật Bản  | Nhật Bản              | 23.83%        |
| 3rd  | Bruno Bini      | Pháp      | Pháp                  | 9.02%         |

| Hạng | Huấn luyện viên | Quốc tịch | Câu lạc bộ/ Đội tuyển        | Phiếu bầu (%) |
| ---- | --------------- | --------- | ---------------------------- | ------------- |
| 4th  | Patrice Lair    | Pháp      | Lyon Ladies                  | 7.64%         |
| 5th  | Silvia Neid     | Đức       | Đức                          | 6.48%         |
| 6th  | John Herdman    | Anh       | Canada                       | 6.31%         |
| 7th  | Hiroshi Yoshida | Nhật Bản  | U17 / U20 Nhật Bản           | 5.75%         |
| 8th  | Steve Swanson   | Hoa Kỳ    | U20 Hoa Kỳ                   | 5.02%         |
| 9th  | Maren Meinert   | Đức       | U20 Đức                      | 3.70%         |
| 10th | Hope Powell     | England   | Anh / Olympic Vương quốc Anh | 3.29%         |

### FIFA/FIFPro World XII
| Vị trí | Cầu thủ           | Quốc tịch   | Câu lạc bộ      |
| ------ | ----------------- | ----------- | --------------- |
| GK     | Iker Casillas     | Tây Ban Nha | Real Madrid     |
| DF     | Daniel Alves      | Brasil      | Barcelona       |
| DF     | Sergio Ramos      | Tây Ban Nha | Real Madrid     |
| DF     | Gerard Piqué      | Tây Ban Nha | Barcelona       |
| DF     | Marcelo           | Brasil      | Real Madrid     |
| MF     | Xabi Alonso       | Tây Ban Nha | Real Madrid     |
| MF     | Xavi              | Tây Ban Nha | Barcelona       |
| MF     | Andrés Iniesta    | Tây Ban Nha | Barcelona       |
| FW     | Lionel Messi      | Argentina   | Barcelona       |
| FW     | Radamel Falcao    | Colombia    | Atletico Madrid |
| FW     | Cristiano Ronaldo | Bồ Đào Nha  | Real Madrid     |

Đây là lần đầu tiên tất cả 11 cầu thủ FIFPro World trong một năm đều là các cầu thủ từ cùng một giải đấu (La Liga).

### FIFA Puskás Award - Bàn thắng đẹp nhất trong năm
Giải thưởng FIFA Puskas Award được trao cho cầu thủ năm hoặc nữ có bàn thắng đẹp nhất trong năm
| Hạng | Cầu thủ        | Quốc tịch | Câu lạc bộ      | Phiếu bầu (%) |
| ---- | -------------- | --------- | --------------- | --- |
| 1st  | Miroslav Stoch | Slovakia  | Fenerbahçe      | Cú vô lê vào góc trên cùng của khung thành, bàn thắng được ghi vào ngày 03 tháng 3 năm 2012, trong giải vô địch quốc gia Thổ Nhĩ Kỳ, trận đấu với Genclerbirligi |
|      | Radamel Falcao | Colombia  | Atlético Madrid | |
|      | Neymar         | Brasil    | Santos          | |

### FIFA Presidential Award
- Franz Beckenbauer[16]

### FIFA Fair Play Award
- Liên đoàn bóng đá Uzbekistan[17]